# Żelechów (Lubusz)
Pour les articles homonymes, voir Żelechów (homonymie).
Żelechów (prononciation : [ʐɛˈlɛxuf]) est un village polonais de la gmina de Łagów dans le powiat de Świebodzin de la voïvodie de Lubusz dans l'ouest de la Pologne.
Il se situe à environ 6 km au sud-est de Łagów (siège de la gmina), 141 km au nord-ouest de Świebodzin (siège du powiat), 42 km au nord de Zielona Góra (siège de la diétine régionale) et 49 km au sud de Gorzów Wielkopolski (capitale de la voïvodie).
Le village comptait approximativement une population de 352 habitants en 2010.

## Histoire
Après la Seconde Guerre mondiale, avec la mise en œuvre de la ligne Oder-Neisse, le village est intégré à la République populaire de Pologne. La population d'origine allemande est expulsée et remplacée par des polonais.
De 1975 à 1998, le village appartenait administrativement à la voïvodie de Zielona Góra.

Depuis 1999, il appartient administrativement à la voïvodie de Lubusz